# Remoncourt (Meurthe-et-Moselle)
Remoncourt é uma comuna francesa na região administrativa de Grande Leste, no departamento de Meurthe-et-Moselle. Estende-se por uma área de 6,68 km². Em 2010 a comuna tinha 46 habitantes (densidade: 6,9 hab./km²).